# Варданян, Карен Грантович
Карен Грантович Варданян (арм. Կարեն Հրանտի Վարդանյան; 30 ноября, 1976, Ереван, Армянская ССР, СССР) — армянский предприниматель, меценат, владелец и руководитель «Гранд Холдинга», младший сын Гранта Варданяна.

## Биография
Карен Грантович Варданян родился 30 ноября 1976 года в Ереване, в семье Гранта Варданяна и Зины Мурузян. В 1993 году окончил среднюю школу № 132. В 1997 году окончил факультет коммерции колледжа «Доусон» в Монреале, Канада, а в 2001 году — факультет международного бизнеса «Университета Конкордия», получив степень бакалавра коммерции.
В 2001-2007 годах работал продюсером в телекомпании «Айреник». В 2002—2007 годах руководил ООО «Гранд Кенди». В 2007-2012 гг. был депутатом НС РА, беспартийный. 2013-2020 гг. руководил телекомпанией «АР» и был автором ряда телепроектов.

## Деятельность
Совместно с братом Микаелом Варданяном с 2012 года руководит «Гранд Холдингом», основанным Грантом Варданяном. С 2007 года «Гранд Холдинг» является первым налогоплательщиком в сфере производства  Республики Армения,  крупнейшим экспортером в сфере готовой продукции, а также занимает первое место по количеству рабочих мест в сфере промышленности.
За большой личный вклад в развитие экономики 17 сентября 2016 года Карен Варданян был награжден Медалью признательности.

## Благотворительность
Карен Варданян реализует различные благотворительные проекты: масштабная программа помощи медицинским учреждениям, программам репродукции населения, экологии, социально необеспеченным семьям, семьям с детьми-инвалидами, детским домам и т.д.
В 2015 году Карен и Микаел Варданяны завершили строительство церкви Святого Фаддея в городе Масис, предпринятое и финансированное их отцом Грантом Варданяном.
При финансировании со стороны Карена и Микаела Варданянов, а также по авторскому проекту Карена Варданяна и под его непосредственным руководством в 2019 году был построен парк 2800-летия Еревана. Благотворительный фонд «Семья Варданян» также за счет собственных средств взял на себя расходы по полному уходу и содержанию парка в течение последующих 99 лет.

## Личная жизнь
Карен Варданян женат, имеет троих сыновей, живет в Ереване.
Среди видов спорта предпочитает футбол и теннис.